# Arteră femurală circumflexă laterală
Artera femurală circumflexă laterală, cunoscută și sub numele de artera circumflexă femurală laterală sau artera circumflexă externă,  este o arteră în coapsa superioară.

## Anatomie
Artera circumflexă femurală laterală apare de obicei din partea laterală a arterei profunde femorale, dar poate apărea ocazional direct din artera femurală.  Este cea mai mare ramură a arterei femurale profunde.  Trece orizontal între diviziunile nervului femural. De asemenea, trece în spatele mușchiului sartorius și al mușchiului drept femural.  Se împarte în ramuri ascendente, transversale și descendente.  Artera are traseul de obicei anterior gâtului femural. 

### Ramuri
Artera femurală circumflexă laterală are trei ramuri:
1. Ramura ascendentă a arterei femurale circumflexe laterale trece în sus, sub mușchiul tensor al fasciei late, către aspectul lateral al șoldului și se anastomozează cu ramurile terminale ale arterei iliace gluteale superioare și circumflexe profunde.
2. Ramura descendentă a arterei femurale circumflexe laterale are traseul în jos, în spatele muschiului drept ectus femoris, asupra lateralis vastus, la care dă compensări; o ramură lungă coboară în mușchi până la genunchi și se anastomozează cu artera geniculară laterală superioară . Este însoțit de ramura nervului femural până la mușchiul vastus lateralis.
3. Ramura transversală a arterei femurale circumflexe laterale este o arteră mică din coapsă. Este cea mai mică ramură a arterei femurale circumflexe laterale și trece lateral peste mușchiul vast intermediar, străpungând mușchiul vast lateral și înfășoară în jurul femurului, chiar sub trohanterul mare, anastomozându-se pe spatele coapsei cu artera circumflexă femurală medială, artera gluteală inferioară și arterele perforante ale arterei profunde femurale.

### Variabilitate
Artera circumflexă femurală laterală are o origine variabilă.   La 67% dintre oameni, apare la 1,5 cm sub originea arterei profunde femurale, iar la alții apare la distanțe diferite de origine.  Până la 20% dintre oameni, apare direct din artera femurală.
De asemenea, a fost raportată o variantă rară, în care artera femurală circumflexă laterală trece posterior nervului femural.  Acest lucru este semnificativ în chirurgia ortopedică. 

## Imagini suplimentare

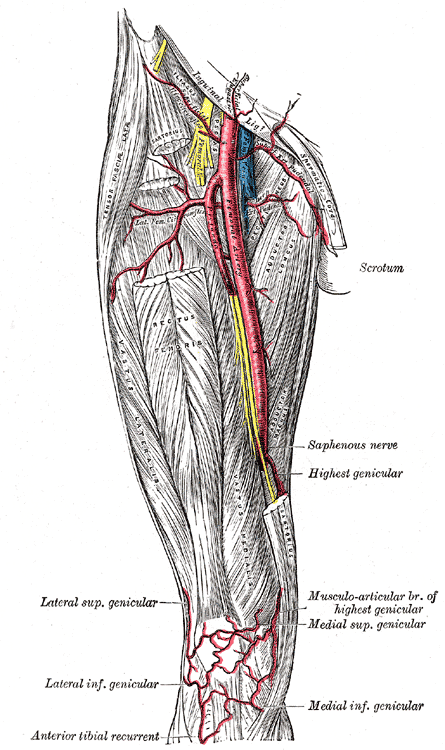
Artera femurală.
Arterele marcate ale coapsei.
Arteriile coapsei etichetate cu numere. Femurul circumflex lateral este marcat ca # 5.
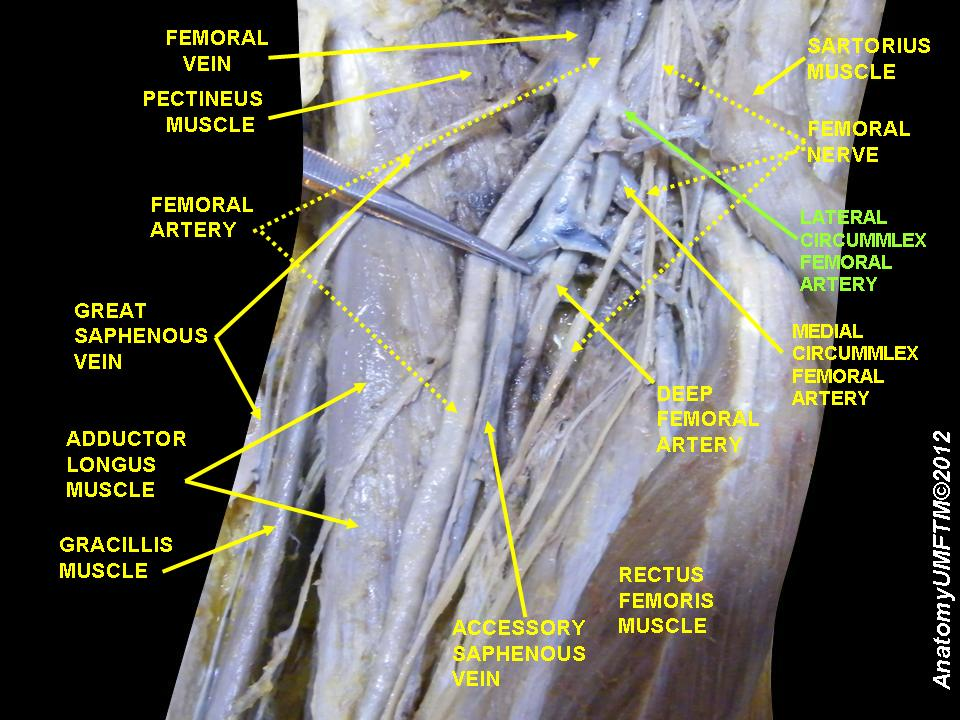
Artera femurală circumflexă laterală